# Abu Zayyan
Abou Zian (en arabe : أبو زيان ; en Tamazight : ⴰⴱⴰ ⵉⵣⵢⴰⵏ) est un village situé en Libye, dans la province de Gharyan en Tripolitaine.